# Головчак великий
Головчак великий (Muschampia gigas) — вид денних метеликів родини головчаків (Hesperiidae).

## Поширення
Вид поширений на північному сході Китаю, Корейському півострові та Приморському краї Росії.

## Опис
Довжина переднього крила 19-23 мм. Розмах крил 36-43 мм. Основний фон крил чорний з досить дрібними білими плямами. Прикраєві плями зменшені до розмірів точок. У багатьох самиць білі плями скорочені аж до точок. На передніх крилах постдискальний ряд білих плям є неповним. Задні крила на нижній стороні з 2 рядами плям в прикраєвій області. Дискальний штрих на передньому крилі добре виражений.

## Спосіб життя
Трапляється в різнотравних луках в неморальних лісах. Розвивається в одному поколінні за рік. Час виліту метеликів — липень-початок серпня.